# 厄坦
厄坦（法語：Œting，法語發音：[øtɛ̃]；洛林法兰克语：Ëttinge）是法国摩泽尔省的一个市镇，属于福尔巴克-布莱摩泽尔区。

## 地理
厄坦（49°10'25"N, 6°54'53"E）面积4.39 平方千米，位于法国大東部大區摩泽尔省，该省份为法国东北部内陆省份，是洛林的一部分，西南接默尔特-摩泽尔省，东临下莱茵省，北与卢森堡和德国接壤。
与厄坦接壤的市镇（或旧市镇、城区）包括：贝伦莱福尔巴克、福尔克兰、福尔巴克、莫尔斯巴克。
厄坦的时区为UTC+01:00、UTC+02:00（夏令时）。

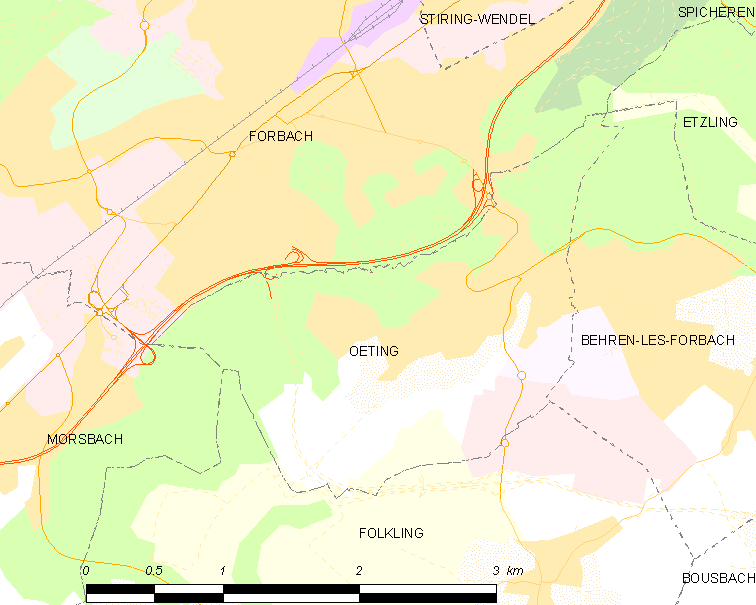
厄坦的OSM定位图

## 行政
厄坦的邮政编码为57600，INSEE市镇编码为57521。

## 政治
厄坦所属的省级选区为福尔巴克县。

## 人口

1962-2008年间厄坦人口变化图示

厄坦于2022年1月1日时的人口数量为2636人。